# Bundesjugendkuratorium

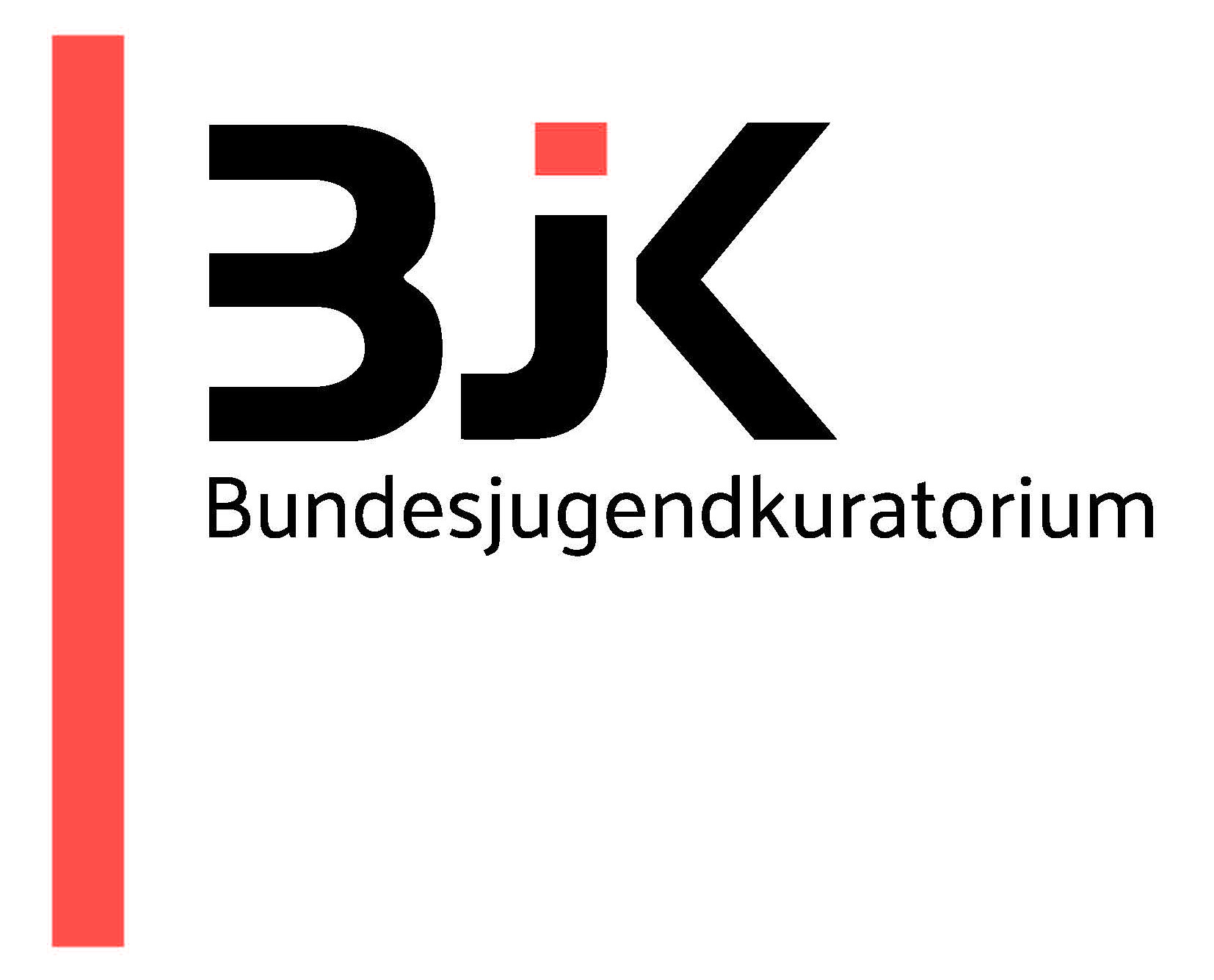
Logo des BJK

Das Bundesjugendkuratorium (BJK)    ist ein auf Dauer angelegtes, unabhängiges Sachverständigengremium, dass die Bundesregierung zu Fragen der Kinder- und Jugendpolitik berät.. Dem Expertengremium gehören bis zu 15 Fachleute aus Politik, Verwaltung, Verbänden und Wissenschaft an Die Mitglieder werden durch die Bundesministerin bzw. den Bundesminister für Bildung, Familie, Senioren, Frauen und Jugend für die Dauer der laufenden Legislaturperiode berufen, längstens jedoch bis zum Ablauf des auf eine Bundestagswahl folgenden Quartals. Eine Wiederberufung ist zulässig. In der 20. Legislaturperiode zählten fünf junge Menschen unter 27 Jahren zu den Sachverständigen des BJK.

## Aufgaben
Das BJK berät die Bundesregierung in grundsätzlichen Fragen der Kinder- und Jugendhilfe und in Querschnittsfragen der Kinder- und Jugendpolitik.
In § 83 Abs. 2 SGB VIII sowie in einer allgemeinen Verwaltungsvorschrift (BAnz. Nr. 109 vom 18. Juni 2022) und der jeweiligen Geschäftsordnung werden die Aufgaben und Ziele des Sachverständigengremiums spezifiziert.

## Arbeitsweise und Ziele
Der Beratungsauftrag richtet sich auf die von der Bundesregierung bezeichneten Angelegenheiten der Kinder- und Jugend(hilfe)politik. Darüber hinaus berät das BJK die Bundesregierung, das zuständige Ministerium und die (Fach-)Öffentlichkeit zu weiteren Themen. Das BJK beschäftigt sich mit gesellschaftlichen Veränderungsprozessen und ihren Auswirkungen auf die Lebenswirklichkeiten von Kindern und Jugendlichen sowie mit den Leistungsbereichen der Kinder- und Jugendhilfe. Das Beratungsgremium veröffentlicht hierzu Stellungnahmen, Positionspapiere und gibt Empfehlungen ab. Dabei bezieht das Gremium die Perspektive junger Menschen in geeigneter Weise in seine Beratungen ein.

## Mitglieder der 20. Legislaturperiode
- Wolfgang Schröer, Vorstandsvorsitzender
- Daniela Broda, Vorstand
- Baro Vicenta Ra Gabbert, Vorstand
- Marie Borst
- Christine Buchheit
- Aladin El-Mafaalani
- Florian Gerlach
- Daniel Grein
- Nikolas Karanikolas
- Michael Kölch
- Christian Lüders
- Nadja Rückert
- Melissa Sejdi
- Kristin Teuber
- Dirk Schröder (ab Oktober 2023)
- Cornelia Lange (bis Oktober 2023)

Ständiger Gast:   Sabine Walper

## Arbeitsstelle Kinder- und Jugendpolitik
Das BJK wird seit 2007 in seiner Arbeit durch die Arbeitsstelle Kinder- und Jugendpolitik am Deutschen Jugendinstitut e. V.   unterstützt und vom Bundesministerium für  Bildung, Familie, Senioren, Frauen und Jugend gefördert.